# Edouard Wouters
Jhr. Edouard Joseph Wouters (Brussel, 26 januari 1830 - Sint-Agatha-Rode, 13 juli 1876) was een Belgisch volksvertegenwoordiger en burgemeester.

## Biografie
Wouters was een zoon van burgemeester Charles ridder Wouters (1798-1881) en Henriette Poot (1803-1883). Toen zijn vader in 1848 werd verheven in de Belgische adel (met de titel van ridder met overgang bij eerstgeboorte) werd hij jonkheer; aangezien hij voor zijn vader overleed werd hijzelf nooit ridder. Hij trouwde in 1854 met jkvr. Henriette Roberti (1827-1905) met wie hij drie dochters kreeg. Door zijn huwelijk was hij een zwager van senator Jules Roberti.
Hij behaalde zijn doctorsgraad in de rechten in 1854 en die in de politieke en administratieve wetenschappen in 1855, beide aan de Université catholique de Louvain. Hij was van 1854 tot aan zijn dood advocaat bij het hof van beroep in Brussel.
Op 12 juni 1866 werd hij verkozen tot katholiek volksvertegenwoordiger voor het arrondissement Leuven en vervulde dit mandaat tot aan zijn dood. Van 1870 tot 1876 was hij secretaris van de Kamer. Na zijn overlijden werd hij als volksvertegenwoordiger opgevolgd door Emile De Becker. 
Van 1872 tot aan zijn dood was hij tevens burgemeester van Sint-Agatha-Rode. 